# Abies recurvata
Espèce
Statut de conservation UICN

 VU A2d : Vulnérable
Abies recurvata est une espèce de conifères de la famille des Pinaceae.

## Répartition et habitat
Cette espèce pousse en Chine entre 2 300 et 3 600 m d'altitude. Le climat est humide et froid, avec des précipitations annuelles entre 700 et 1 000 mm.